# Renaud de Bar (évêque de Metz)
Pour les articles homonymes, voir Renaud de Bar.
Renaud de Bar est un prélat français né au XIIIe siècle et mort le 4 mai 1316, 69e évêque de Metz de 1302 à 1316.

## Biographie
Renaud de Bar est le fils de Thiébaut II, comte de Bar et de Jeanne de Toucy.
Il est nommé chanoine à Reims, Laon, Verdun et Cambrai, puis, avant 1298, archidiacre à Bruxelles, puis archidiacre à Besançon en 1299. En 1301, il est nommé chanoine et princier de Metz, puis en 1302 prévôt de la Madeleine à Verdun.
Au milieu de 1302, il est élu évêque de Metz, mais l'élection fut considérée comme irrégulière car le pape s'était réservé la possibilité de nommer lui-même le titulaire de ce siège. Pour résoudre le problème et ménager le clergé de Metz, tout en sauvant la face, Boniface VIII cassa l'élection, mais nomma immédiatement Renaud au siège épiscopal. Il fut le seul prélat de l'archidiocèse de Trèves à assister en 1312 au concile de Vienne, convoqué par le pape Clément V. La principale action de ce concile fut de déclarer la suppression de l'ordre du Temple.
N'ayant pu s'accorder avec le duc de Lorraine, les deux partis ont pris les armes. L'armée de l'évêque, commandée par son neveu, Édouard Ier de Bar, est battue à Frouard, le 8 novembre 1313, par l'armée du duc de Lorraine Ferry IV aidée par le sire de Blâmont, Henri Ier. Le comte de Bar est fait prisonnier et signe le traité de Bar-sur-Aube, le 20 mai 1314, qui lui impose pour sa libération de payer une rançon de 90 000 livres tournois payés en partie par l'évêque.
Il eut à lutter contre le duc de Lorraine Thiébaud II, puis contre les magistrats de Metz. Il dut se retirer dans la campagne messine et mourut le 4 mai 1316, probablement empoisonné.

## Manuscrits liturgiques
Renaud de Bar est également connu pour avoir été le propriétaire de six manuscrits liturgiques réalisés à son intention  au tout début du XIVe siècle, probablement entre 1302 et 1305. Les manuscrits sont probablement des cadeaux, commandités et offerts par des parents de Renaud de Bar, probablement sa sœur Marguerite de Bar, abbesse de l'abbaye Saint-Maur de Verdun et sa mère, Jeanne de Toucy, dont les armoiries figurent à plusieurs reprises dans les marges, à côté de celles de son fils. Tous les six sont des manuscrits à usage liturgique, faits pour être utilisés par l’évêque durant les cérémonies.
- Bréviaire à l’usage de Verdun – volume d’Eté Base Enluminures (bibliothèque municipale de Verdun, ms. 107).
- Bréviaire à l’usage de Verdun – volume d’Hiver (Londres, British Library, Yates Thompson ms. 8).
- Missel à l’usage de Verdun, révisé pour Metz (bibliothèque municipale de Verdun, ms. 98).
- Pontifical à l’usage de Metz – 1re partie, Cambridge, (Fitzwilliam Museum, ms. 298).
- Pontifical à l’usage de Metz – 2e partie, Prague, Bibliothèque nationale, ms. XXIIIC 120), 137 f.
- Rituel à l’usage de Metz, bibliothèque municipale de Metz, ms. 43 (détruit en 1944).

Ces manuscrits, et tout particulièrement les deux volumes du Bréviaire à l’usage de Verdun, sont renommés pour leurs riches enluminures : blasons, drôleries, grylles et lettrines historiées abondent dans les marges.

Enliminures du Bréviaire à l’usage de Verdun
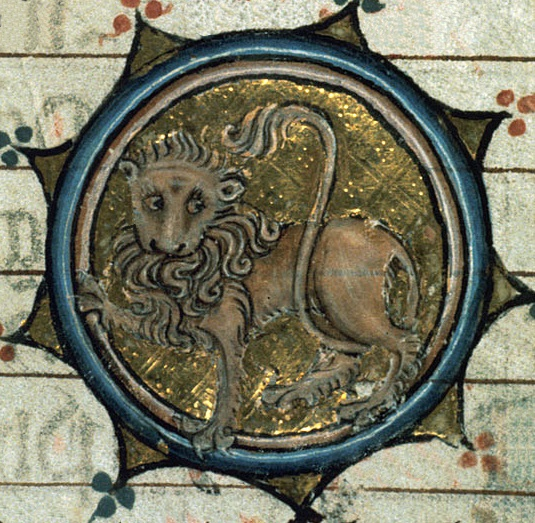
Lion, page de Juillet, Bréviaire de Verdun, Hiver, Londres, British Library.
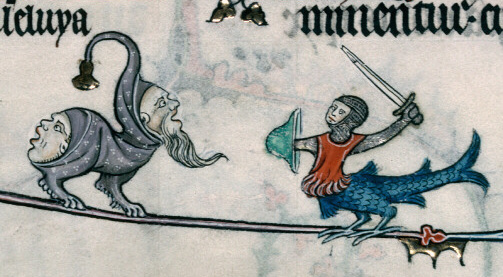
Grylles, Bréviaire de Verdun, Été, bibliothèque municipale de Verdun.
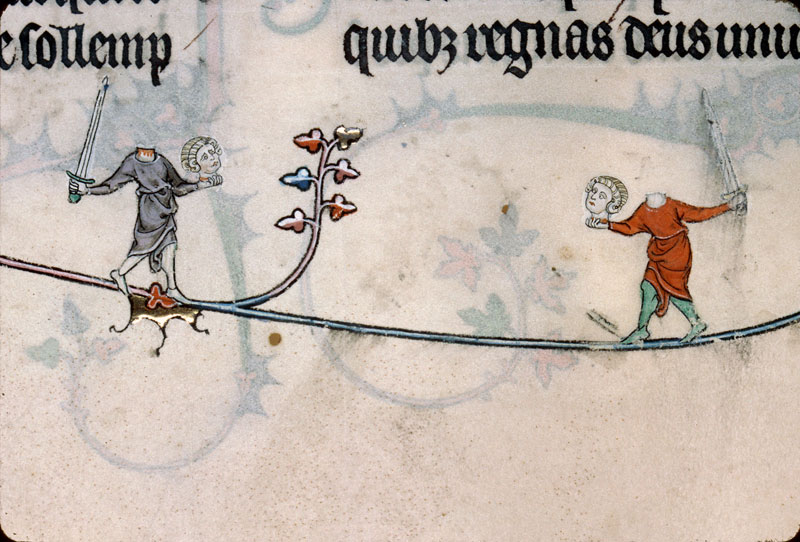
Combattants portant leurs têtes, Bréviaire de Verdun, Été, bibliothèque municipale de Verdun.

## Crosse
La crosse de Renaud de Bar est une pièce d’orfèvrerie en cuivre doré et pommeau en ivoire sculpté de 14,9 cm. Elle représente une crucifixion avec le Christ entouré de sa mère la Vierge Marie et saint Jean, et sur l'autre côté, la Vierge Marie portant l'Enfant Jésus et entourée de deux anges. Il en fit don à la cathédrale de Metz. Mentionnée dans un inventaire de 1682, elle est aujourd'hui conservée à la sacristie de la cathédrale,.